# Eileen-Marie Duell Buchanan
Eileen-Marie Duell Buchanan (n. 1922 – d. 2010) a fost o scriitoare britanică specializată în literatură de mister, suspans sau polițistă. Ea a scris sub mai multe pseudonime cum ar fi Clare Curzon, Marie Duell sau Rhona Petrie. Ea a studiat franceza și psihologia la King's College din Londra.
Printre lucrările sale literare se numără:
- Anima - un roman de mister științifico-fantastic din 1972
- Unofficial Breath - un roman din 1973 despre experiențele unei femei la limita morții.